# Reignac, Gironde
Reignac är en kommun i departementet Gironde i regionen Nouvelle-Aquitaine i sydvästra Frankrike. Kommunen ligger i kantonen Saint-Ciers-sur-Gironde som tillhör arrondissementet Blaye. År 2022 hade Reignac 1 626 invånare.

## Befolkningsutveckling
Antalet invånare i kommunen Reignac
Referens:INSEE